# Livingston Football Club 2018-2019
Questa voce raccoglie le informazioni riguardanti il Livingston Football Club nelle competizioni ufficiali della stagione 2018-2019.

## Stagione
- In Scottish Premiership il Livingston si classifica al 9º posto (44 punti), dietro a Motherwell e davanti all'Hamilton Academical.
- In Scottish Cup viene eliminato al quarto turno dagli Hearts (0-1).
- In Scottish League Cup viene eliminato al secondo turno dal Motherwell (0-1).

## Maglie e sponsor
| Casa | Trasferta |

## Rosa
| N. |                             | Ruolo | Calciatore      |
| -- | --------------------------- | ----- | --------------- |
| 1  | Scozia (bandiera)           | P     | Liam Kelly      |
| 2  | Scozia (bandiera)           | D     | Jack McMillan   |
| 3  | Scozia (bandiera)           | D     | Ricki Lamie     |
| 4  | Scozia (bandiera)           | D     | Alan Lithgow    |
| 5  | Scozia (bandiera)           | D     | Steven Saunders |
| 5  | Irlanda del Nord (bandiera) | D     | Ciaron Brown    |
| 6  | Scozia (bandiera)           | C     | Shaun Byrne     |
| 7  | Sudafrica (bandiera)        | C     | Keaghan Jacobs  |
| 8  | Scozia (bandiera)           | C     | Scott Pittman   |
| 9  | Scozia (bandiera)           | A     | Kenny Miller    |
| 9  | Scozia (bandiera)           | A     | Ryan Hardie     |
| 10 | Scozia (bandiera)           | C     | Craig Sibbald   |
| 11 | Scozia (bandiera)           | C     | Nicky Cadden    |
| 12 | Scozia (bandiera)           | P     | Gary Maley      |
| 12 | Scozia (bandiera)           | D     | Callum Crane    |
| 14 | Albania (bandiera)          | C     | Egli Kaja       |
| 14 | Inghilterra (bandiera)      | D     | Hakeem Odoffin  |

| N. |                             | Ruolo | Calciatore               |
| -- | --------------------------- | ----- | ------------------------ |
| 15 | Scozia (bandiera)           | C     | Steven Lawless           |
| 16 | Scozia (bandiera)           | A     | Matthew Knox             |
| 17 | Scozia (bandiera)           | C     | Scott Robinson           |
| 18 | Scozia (bandiera)           | A     | Lee Miller               |
| 19 | Scozia (bandiera)           | C     | Chris Erskine            |
| 19 | Irlanda del Nord (bandiera) | C     | Bobby Burns              |
| 21 | Scozia (bandiera)           | P     | Ross Stewart             |
| 22 | Scozia (bandiera)           | C     | Scott Tiffoney           |
| 23 | Italia (bandiera)           | C     | Raffaele De Vita         |
| 25 | Paesi Bassi (bandiera)      | D     | Henk Van Schaik          |
| 25 | Inghilterra (bandiera)      | D     | James Brown              |
| 26 | Scozia (bandiera)           | D     | Craig Halkett (capitano) |
| 30 | Scozia (bandiera)           | A     | Jack Hamilton            |
| 31 | Scozia (bandiera)           | D     | Declan Gallagher         |
| 33 | Togo (bandiera)             | D     | Steve Lawson             |
| 39 | Scozia (bandiera)           | C     | Gregg Wylde              |
| 45 | Angola (bandiera)           | A     | Dolly Menga              |